# Antonio Ratti
Antonio Ratti (Como, 22 settembre 1915 – 13 febbraio 2002) è stato un imprenditore italiano nel settore dei tessuti in seta, riconosciuto a livello mondiale per la bellezza dei suoi disegni paisley.
Nato a Como da una famiglia di piccola borghesia, studia alla scuola di setificio 'Paolo Carcano'.
Nei primi anni, lavora in aziende seriche come la Francis Clivio, dove ricopre mansioni legate al disegno (capo disegnatore) e ben presto arriva a creare nel 1945 la "tessitura Serica Antonio Ratti".
Nel 1972 viene nominato cavaliere del lavoro e nel 1985 fonda la Fondazione Antonio Ratti (FAR) dal desiderio di trasformare la sua profonda passione personale per l'arte e il tessuto in una realtà attiva nel mondo della cultura.
Nel 1995 Antonio Ratti e la sua fondazione hanno finanziato la costruzione del Antonio Ratti Textile Centre, al Metropolitan Museum of Art di New York, uno spazio di 2300 m² dedicato alla conservazione, al restauro e alla catalogazione di tutti i tessili di proprietà del museo americano, prima conservati presso i diversi dipartimenti del museo stesso.